# کول جنسن
کول کریستوفر جنسن (زاده ۲۲ ژانویه ۲۰۰۱) یک بازیکن حرفه ای آمریکایی است که به عنوان دروازه بان بازی می کند.